# Zamość (vojvodskap)

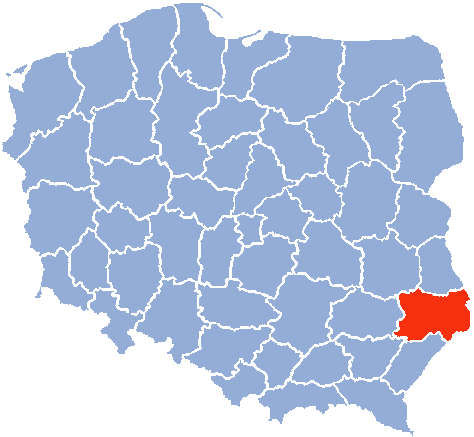
Det forna vojvodskapets läge i Polen

Zamość (polska województwo zamojskie) var en vojvodskap i sydöstra Polen som ägde bestånd mellan 1975 och 1998. Huvudort var Zamość.